# NGC 6002
NGC 6002 ist ein einzelner Stern im Sternbild Nördliche Krone (Rektaszension: 15:47:44.4; Deklination: +28:36:36). Er wurde am 20. April 1873 von Lawrence Parsons bei einer Beobachtung irrtümlich für eine Galaxie gehalten und erlangte so einen Eintrag in den Katalog. Auch wenn Parsons Positionsangabe mit Fehlern behaftet ist, ist NGC 6002 nicht mit der benachbarten Galaxie PGC 56051 gleichzusetzen.